# Dani Suárez
Daniel Suárez García-Osorio, detto Dani (Aranjuez, 5 luglio 1990), è un ex calciatore spagnolo, di ruolo difensore.

## Carriera

### Club
Il 15 febbraio 2017 viene acquistato a titolo definitivo dalla squadra polacca del Górnik Zabrze.

## Statistiche

### Presenze e reti nei club
Statistiche aggiornate al 6 marzo 2021.
| Stagione                | Squadra                 | Campionato              | Campionato | Campionato | Coppe nazionali | Coppe nazionali | Coppe nazionali | Coppe continentali | Coppe continentali | Coppe continentali | Altre coppe | Altre coppe | Altre coppe | Totale | Totale |
| Stagione                | Squadra                 | Comp                    | Pres       | Reti       | Comp            | Pres            | Reti            | Comp               | Pres               | Reti               | Comp        | Pres        | Reti        | Pres   | Reti   |
| ----------------------- | ----------------------- | ----------------------- | ---------- | ---------- | --------------- | --------------- | --------------- | ------------------ | ------------------ | ------------------ | ----------- | ----------- | ----------- | ------ | ------ |
| 2012-2013               | Real Madrid C           | SDB                     | 21         | 3          | -               | -               | -               | -                  | -                  | -                  | -           | -           | -           | 21     | 3      |
| 2013-2014               | Real Madrid C           | SDB                     | 33         | 2          | -               | -               | -               | -                  | -                  | -                  | -           | -           | -           | 33     | 2      |
| Totale Real Madrid C    | Totale Real Madrid C    | Totale Real Madrid C    | 54         | 5          |                 | -               | -               |                    | -                  | -                  |             | -           | -           | 54     | 5      |
| 2014-2015               | Real M. Castilla        | SDB                     | 11         | 0          | -               | -               | -               | -                  | -                  | -                  | -           | -           | -           | 11     | 0      |
| 2015-2016               | Ponferradina            | SD                      | 0          | 0          | CR              | 0               | 0               | -                  | -                  | -                  | -           | -           | -           | 0      | 0      |
| feb.-giu. 2017          | Górnik Zabrze           | 1L                      | 15         | 2          | CP              | 0               | 0               | -                  | -                  | -                  | -           | -           | -           | 15     | 2      |
| 2017-2018               | Górnik Zabrze           | EK                      | 35         | 4          | CP              | 6               | 0               | -                  | -                  | -                  | -           | -           | -           | 41     | 4      |
| 2018-2019               | Górnik Zabrze           | EK                      | 31         | 4          | CP              | 3               | 0               | UEL                | 4                  | 0                  | -           | -           | -           | 38     | 4      |
| Totale Górnik Zabrze    | Totale Górnik Zabrze    | Totale Górnik Zabrze    | 81         | 10         |                 | 9               | 0               |                    | 4                  | 0                  |             | -           | -           | 94     | 10     |
| 2019-2020               | Asteras Tripolīs        | SL                      | 20         | 3          | CG              | 2               | 0               | -                  | -                  | -                  | -           | -           | -           | 22     | 3      |
| 2020-2021               | Asteras Tripolīs        | SL                      | 23+8       | 1+1        | CG              | 2               | 0               | -                  | -                  | -                  | -           | -           | -           | 33     | 2      |
| Totale Asteras Tripolīs | Totale Asteras Tripolīs | Totale Asteras Tripolīs | 43+8       | 4+1        |                 | 4               | 0               |                    | -                  | -                  |             | -           | -           | 55     | 5      |
| 2021-2022               | Abha                    | SPL                     | 12         | 0          | CA              | 1               | 0               | -                  | -                  | -                  | -           | -           | -           | 13     | 0      |
| 2022-2023               | Atromītos               | SL                      | 0          | 0          | CG              | 0               | 0               | -                  | -                  | -                  | -           | -           | -           | 0      | 0      |
| Totale carriera         | Totale carriera         | Totale carriera         | 209        | 20         |                 | 14              | 0               |                    | 4                  | 0                  |             | -           | -           | 227    | 20     |